# Принс Фредерик (Мериленд)
Принс Фредерик (енгл. Prince Frederick) насељено је место без административног статуса у америчкој савезној држави Мериленд.

## Демографија
По попису из 2010. године број становника је 2.538, што је 1.106 (77,2%) становника више него 2000. године.
| Група             | 2000.       | 2010.         |
| Белци             | 878 (61,3%) | 1.485 (58,5%) |
| Афроамериканци    | 484 (33,8%) | 798 (31,4%)   |
| Азијати           | 36 (2,5%)   | 81 (3,2%)     |
| Хиспаноамериканци | 26 (1,8%)   | 69 (2,7%)     |
| Укупно            | 1.432       | 2.538         |